# Паралельні бруси

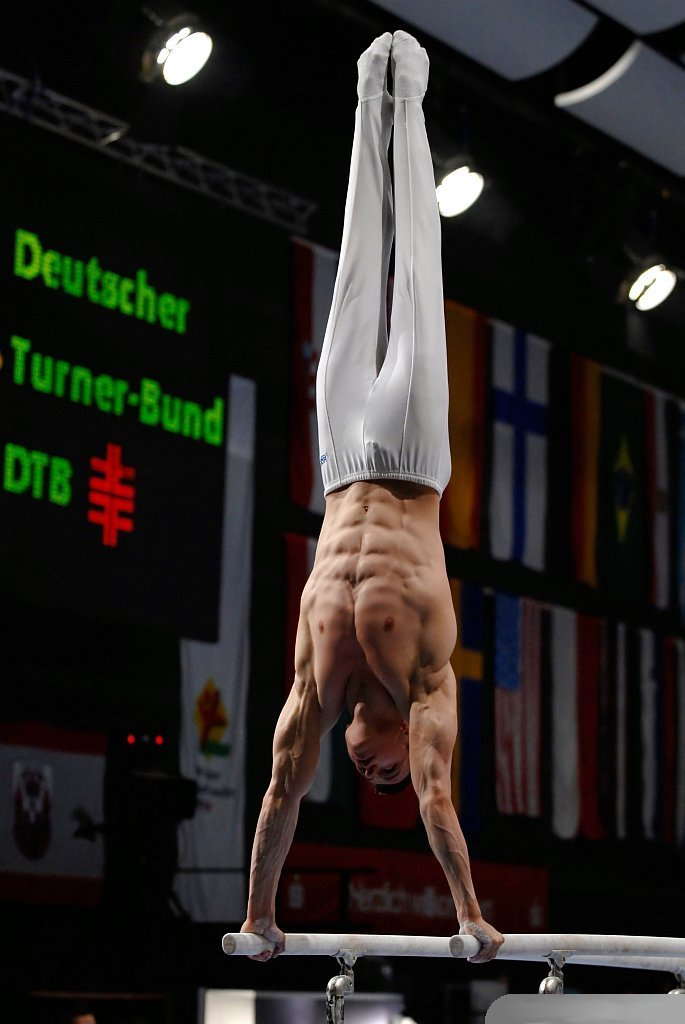
Стійка на руках на паралельних брусах

Паралельні бру́си — гімнастичний спортивний снаряд. У спортивних змаганнях використовують бруси таких розмірів: висота жердин — 195 см, довжина — 350 см, відстань між жердинами від 42 до 52 см, діаметр жердин 4 см. Жердини повинні бути досить еластичними, тому їх виготовляють з дерева зі штучною основою — метал або пластик.
Винахідником паралельних брусів є німець Фрідріх Людвіг Ян (Friedrich Ludwig Jahn), якого ще називають «батьком гімнастики».
З 1896 року вправи на паралельних брусах стали олімпійською дисципліною.

## Олімпійські чемпіони у вправах на паралельних брусах
|                                                                        |  |  |
| Пам'ятна монета НБУ номіналом 2 грн., з зображенням паралельних брусів |  |  |

- 1896: Альфред Флатов (Alfred Flatow) (Німеччина)
- 1924: Ауґуст Ґюттінґер (August Güttinger) (Швейцарія)
- 1928: Ладіслав Ваха (Ladislav Vácha) (Чехословаччина)
- 1932: Ромеро Нері (Romero Neri) (Італія)
- 1936: Конрад Фрей (Konrad Frey) (Німеччина)
- 1948: Міхаель Ройш (Michael Reusch) (Швейцарія)
- 1952: Ганс Ойґстер (Hans Eugster) (Швейцарія)
- 1956: Віктор Чукарін (СРСР)
- 1960: Борис Шахлін (СРСР)
- 1964: Юкіо Ендо (Yukio Endo) (Японія)
- 1968: Акінорі Накаяма (Akinori Nakayama) (Японія)
- 1972: Савао Като (Sawao Kato) (Японія)
- 1976: Савао Като (Sawao Kato) (Японія)
- 1980: Олександр Ткачов (СРСР)
- 1984: Бартольд Вейн Коннер (Barthold Wayne Conner) (США)
- 1988: Володимир Артьомов (СРСР)
- 1992: Віталій Щербо (СНД)
- 1996: Рустам Шаріпов (Україна)
- 2000: Лі Сяопен (Xiaopeng Li) (Китай)
- 2004: Валерій Гончаров (Україна)
- 2008: Лі Сяопен (Xiaopeng Li) (Китай)
- 2012: Фен Чже (Feng Zhe) (Китай)
- 2016: Олег Верняєв (Україна)